# الحضرة القادرية
الحضرة القادرية (المدرسة القادرية) هي التسمية التي تطلق على ضريح الشيخ عبد القادر الجيلاني الحسني في بغداد. يقع ضريح ومسجد الشيخ عبد القادر الجيلاني في منطقة باب الشيخ من جهة الرصافة من بغداد حيث إن أصل هذا الجامع كان مدرسة أسمها مدرسة باب الأزج أنشأها أبو سعيد المخرمي سنة 541هـ، ولما توفي الشيخ أبو سعيد جلس للتدريس مكانه الشيخ عبد القادر ولما توفي دفن فيها، وكانت تسمى مدرسة باب الأزج في محلة باب الأزج، من محلات بغداد القديمة، ولكن اسمها تغير إلى محلة باب الشيخ نسبةً إلى الشيخ عبد القادر، أعيد بنائها بعد أن دمرها المغول وبقت أطلالاً من قبل المهندس معمار سنان بأمر من سليمان القانوني خلال فتح بغداد (1534). وتعد الحضرة صرحاً معمارياً مهماً في بغداد، وقد سميت الساحة القريبة منه باسمه ساحة الكيلاني. وتعتبر الحضرة القادرية أحد المراكز الرئيسية للتصوف في بغداد والعراق، ويقصدها الزوار من أرجاء العالم. وتضم الحضرة القادرية مسجداً وضريحاً ومكتبة تسمى المكتبة القادرية، وتضم هذه المكتبة عدة آلاف من نفائس المخطوطات في مختلف العلوم الإسلامية، فضلاً عن المطبوعات النادرة.
وتعتبر الحضرة من أهم معالم بغداد التاريخية والحضارية وللحضرة تاريخ طويل في تاريخ بغداد السياسي والثقافي والاجتماعي بل والعسكري، حيث كانت الحضرة في العهد العثماني مقراً للعديد من الانتفاضات ضد الولاة الظالمين حيث يتجمع الناس في الحضرة ويخرجون منها وهذا مشهور، وأكد ذلك عدد من المؤرخين ومنهم علي الوردي وعماد عبد السلام رؤوف وجمال الدين فالح الكيلاني، وتولى الخطابة بالحضرة العديد من الأعلام الكبار، وكان من أشهرهم مفتي العراق الشيخ عبد الكريم محمد المدرس وتلميذه عفيف الكيلاني ومحمود العيساوي.

## تفجير أيار 2007
في يوم 28 أيار 2007 تعرض الضريح لتفجير بسيارة مفخخة أدى إلى مقتل حوالي 24 شخصاً وجرح 68 آخرين وتعرض مبنى الضريح والمسجد الأثري لأضرار بليغة  حيث أنه قد دمر الجدران الخارجية وقبة ومنارة المسجد.

## معرض صور

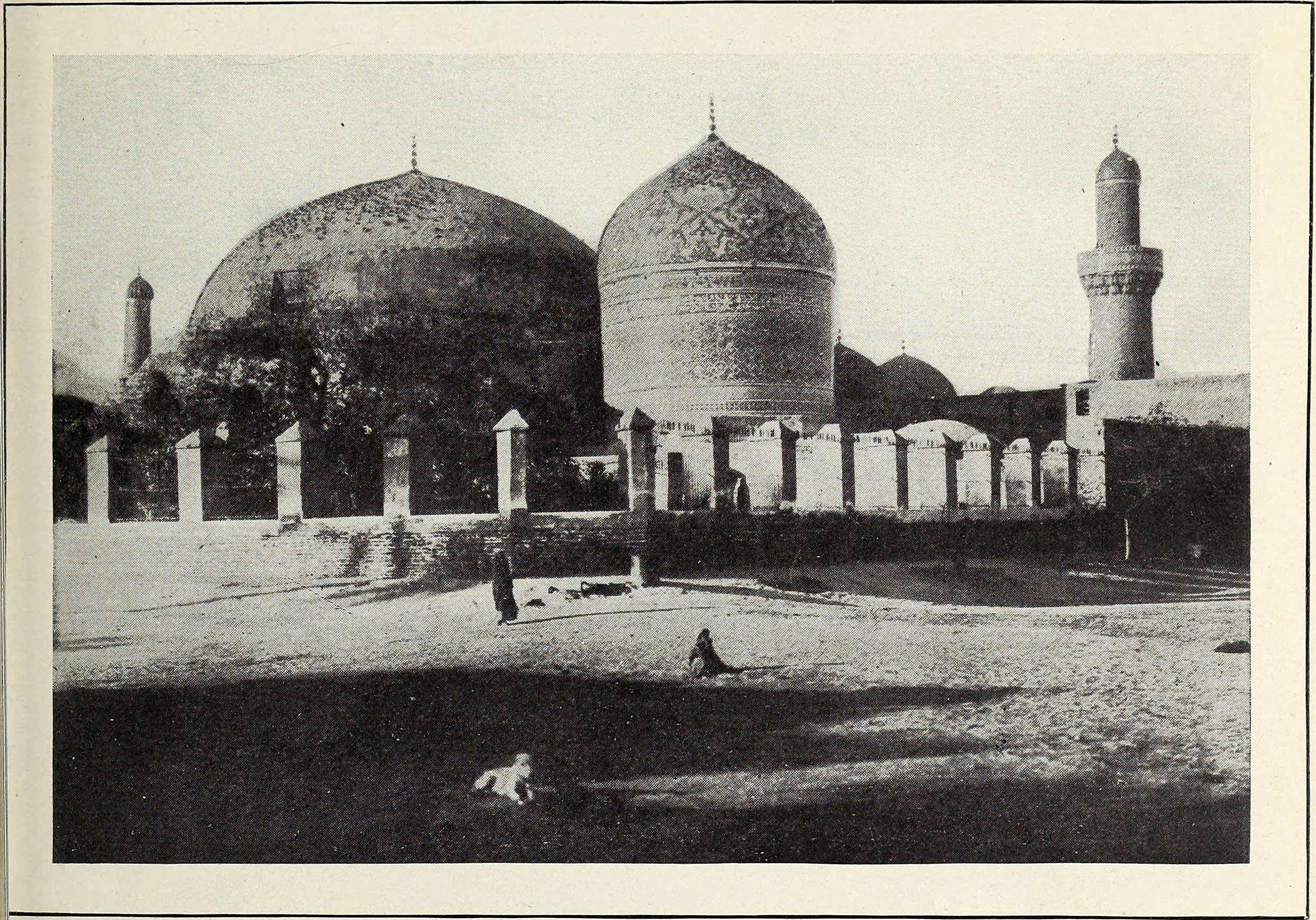
صورة مبنى الحضرة القادرية في عام 1887 كما نشر في مجلة نيو انكلاند عام 1907
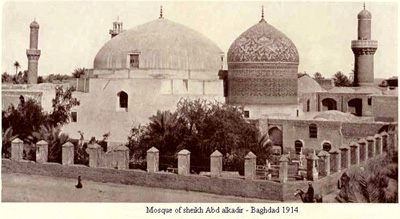
الحضرة القادرية في عهد الدولة العثمانية عام 1914
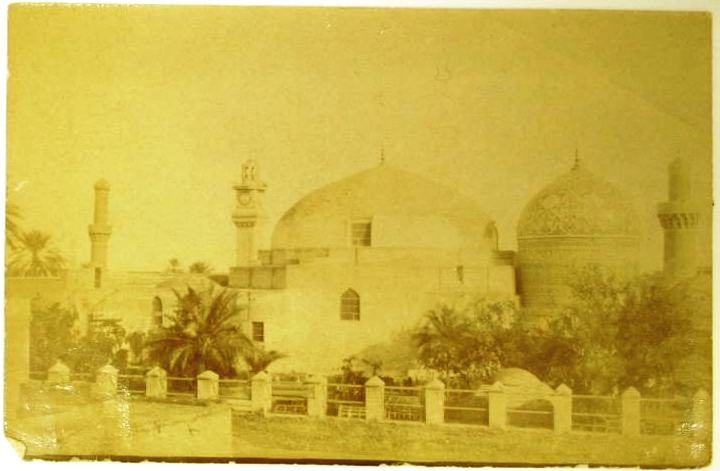
الحضرة القادرية في عام 1917-1919
صورة لمدينة بغداد وتظهر الحضرة القادرية وسط المساكن في عهد المملكة العراقية عام 1925
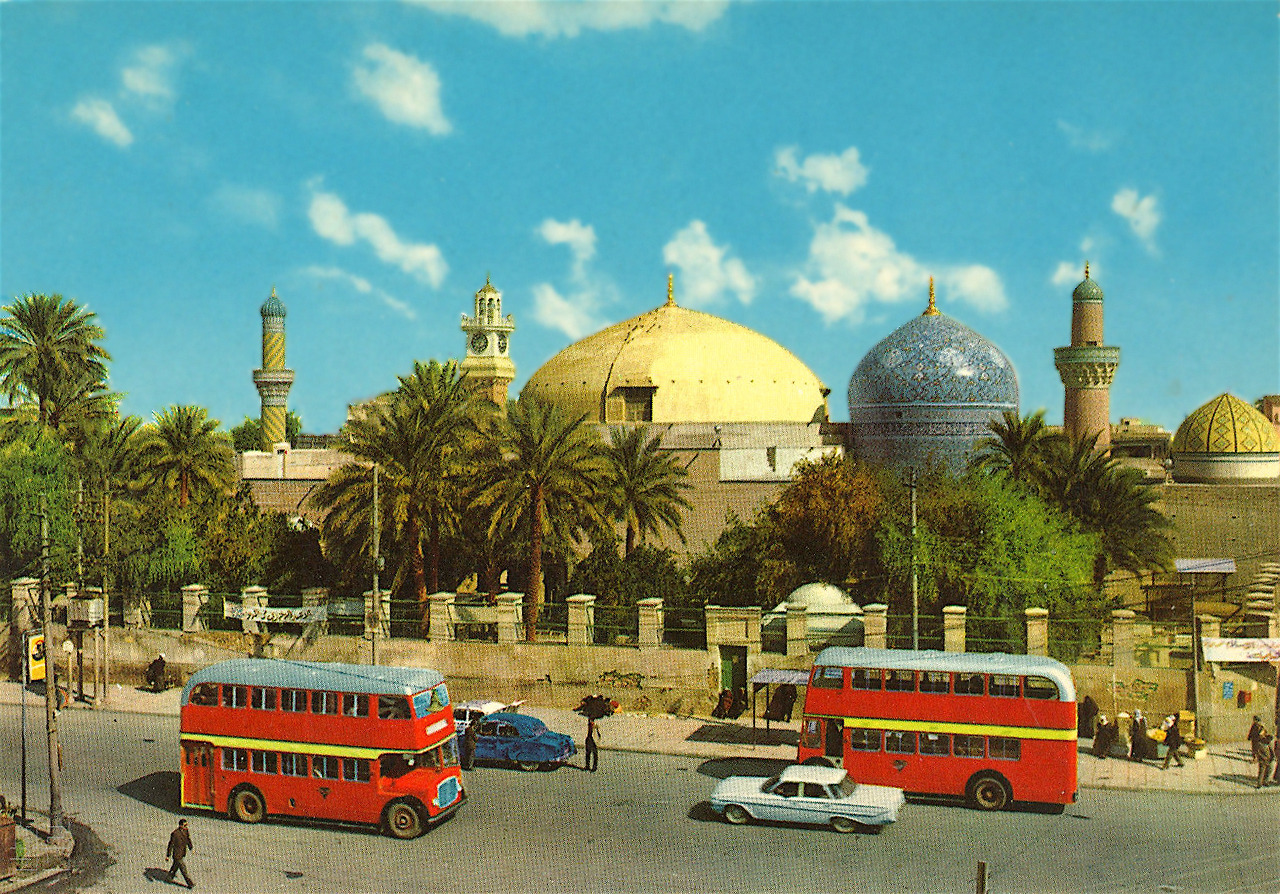
الحضرة القادرية في عقد الستينات.
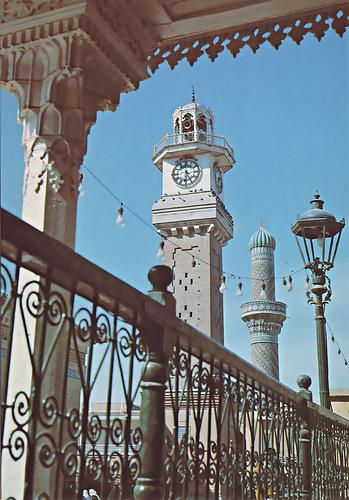
برج الساعة للحضرة القادرية في عام 1979